# ليونيل أتويل
ليونيل أتويل (بالإنجليزية: Lionel Atwill)‏ هو ممثل تعبيري وممثل بريطاني (وحمل سابقاً جنسية المملكة المتحدة لبريطانيا العظمى وأيرلندا)، ولد في 1 مارس 1885 في المملكة المتحدة، وتوفي في 22 أبريل 1946 في الولايات المتحدة بسبب ذات الرئة.

## أعمال

### أفلام
- (1935) القبطان بلود
- (1938) الفالس العظيم
- (1939) ابن فرانكنشتاين
- (1939) الشمس لا تغيب
- (1939) كلب آل باسكرفيل
- (1942) شبح فرانكشتاين
- (1943) هولمز والسلاح السري

## وصلات خارجية
- ليونيل أتويل على موقع IMDb (الإنجليزية)
- ليونيل أتويل على موقع ألو سيني (الفرنسية)
- ليونيل أتويل على موقع أول موفي (الإنجليزية)
- ليونيل أتويل على موقع قاعدة بيانات برودواي على الإنترنت (الإنجليزية)
- ليونيل أتويل على موقع قاعدة بيانات الأفلام السويدية (السويدية)
- ليونيل أتويل على موقع إن إن دي بي (الإنجليزية)
- ليونيل أتويل على موقع ديسكوغز (الإنجليزية)
- ليونيل أتويل على موقع قاعدة بيانات الفيلم (الإنجليزية)
- ليونيل أتويل على موقع كينوبويسك (الروسية)